# 유럽민주연합당
유럽민주연합(폴란드어: Unia Europejskich Demokratów 우니아 에우로페지스키치 데모크라토브[*])은 폴란드의 중도좌파 정당이다. 현재 폴란드 하원에서 폴란드 인민당과 연합을 맺고 있다.